# Wang Shizhen
Wang Shizhen (Contea di Zhengding, 19 agosto 1861 – Pechino, 1º giugno 1930) è stato un generale e politico cinese.
Wang Shizhen nacque nella Contea di Zhengding nello Hebei nel 1861. Fu per tre volte Ministro della Guerra per il Governo Beiyang tra il 1915 e il 1917 e anche primo ministro della Repubblica tra il 1917 e il 1918. Morì a Pechino nel 1930.